# Fei Junlong
Fèi Jùnlóng (in cinese semplificato: 费俊龙; in cinese tradizionale: 費俊龍) (Suzhou, 5 maggio 1965) è un astronauta cinese.
Junlong è nato nella provincia cinese Jiangsu, si è sposato nel 1991 ed ha un figlio. Nel 1982 è stato reclutato dalle forze aeree dell'Esercito Popolare di Liberazione diventando pilota e raggiungendo il grado di colonnello.
È stato selezionato per diventare taikonauta nel 1998 ed è stato fra i cinque finalisti per la prima missione con equipaggio cinese (Shenzhou 5). Ha volato con la Shenzhou 6 nell'ottobre del 2005 trascorrendo in orbita 4 giorni, 19 ore e 33 minuti ed atterrando nella Mongolia Interna.